# Diospyros argentea
Diospyros argentea là một loài thực vật có hoa trong họ Thị. Loài này được Griff. mô tả khoa học đầu tiên năm 1854.